# Seria produkcyjna
Seria produkcyjna – zadysponowana do produkcji ilość wyrobów określonego rodzaju lub konstrukcji. Wielokrotne serie produkcyjne w produkcji powtarzalnej mogą dotyczyć tej samej, czyli podobnej ilościowo wielkości serii według tego samego konstrukcyjnego wzoru wyrobu. Kolejne serie produkcyjne mogą być realizowane wielokrotnie według tej samej dokumentacji konstrukcyjnej. Dla serii produkcyjnej jest wystawiana jedna dokumentacja produkcyjna i rozliczeniowa kosztów produkcji. Dokumentacja ta jest podstawą planowania operatywno-wykonawczego w zakładzie.